# Cory Gardner
Cory Scott Gardner (født 22. august 1974 i Yuma) er en amerikansk republikansk politiker. Han er medlem af USA's senat valgt i Colorado fra 2015 indtil 2021. Han var medlem af Repræsentanternes Hus i perioden 2011–2015.